# Sonates pour violoncelle et piano de Rubinstein
Pour les articles homonymes, voir Sonate pour violoncelle et piano.
Les sonates pour violoncelles et piano, au nombre de deux, ont été écrites par  Anton Rubinstein, compositeur russe dont la musique reste plus proche des romantiques européens que des intonations russophones de ses contemporains.
Le musicien, admirateur de Felix Mendelssohn et de Robert Schumann a écrit quelques partitions pour violoncelle, parmi lesquels on peut citer deux concertos, et ses deux sonates, ainsi que trois pièces de jeunesse pour piano et violoncelle op 11 n°2

## Sonateno1
Elle est en ré majeur, op. 18 et a été écrite en 1852 par un musicien de 23 ans mais il en existe trois éditions successives. Son exécution dure environ trente minutes.
Elle comporte trois mouvements : 
- Allegro con moto
- Allegretto
- Allegro molto

## Sonateno2
Elle est en sol majeur op. 39 et a été écrite en 1857. Son exécution dure un peu moins de 40 minutes.
Elle comporte quatre mouvements :
- Allegro
- Allegretto con moto
- Andante
- Allegro